# Ижболдин, Хамидулла Абдурахимович
Хамидулла Абдурахимович Ижболдин (баш. Хәмиҙулла Әбдрәхим улы Ишбулдин; род. 1946) — певец, солист Башкирского государственного театра оперы и балета, народный артист Республики Башкортостан (1997).

## Биография
Ижболдин Хамидулла Абдурахимович родился 23 сентября 1946 года в селе Брич-Мулла Узбекской ССР.
В 1978 году окончил Уфимский государственный институт искусств (ныне — Уфимская государственная академия искусств им. З. Исмагилова) по специальности «сольное пение» (класс заслуженного деятеля искусств РФ и Республики Башкортостан, профессора М. Г. Муртазиной).
С 1977 года работал стажёром в оперной труппе Башкирского государственного театра оперы и балета, где исполнил заглавную партию в дипломном спектакле «Салават Юлаев» З. Исмагилова. Был принят солистом театра.
В 1981—1994 годах Хамидулла Абдурахимович работал в Татарском академическом государственном театре оперы и балета имени М. Джалиля.
В 1994 году вернулся в Уфу.
Х. А. Ижболдин выступает в различных концертных программах, имеет обширный камерно-вокальный репертуар. Работал с дирижёрами: В. М. Васильев, А. А. Людмилин, Ф. Ш. Мансуров.

## Роли в операх
- Эрик (Р. Вагнер «Летучий Голландец»)
- Альфред (Дж. Верди «Травиата»)
- Манрико (Дж. Верди «Трубадур»)
- Старый Фауст (Ш. Гуно «Фауст»)
- Хозе (Ж. Бизе «Кармен»)
- Рудольф (Дж. Пуччини «Богема»)
- Каварадосси (Дж. Пуччини «Тоска»)
- Пинкертон (Дж. Пуччини «Чио-Чио-сан»)
- Ленский, Трике (П. Чайковский «Евгений Онегин»)
- Герман (П. Чайковский «Пиковая дама»)
- Водемон (П. Чайковский «Иоланта»)
- Самозванец (М. Мусоргский «Борис Годунов»)
- Немецкий офицер (Ю. Мейтус «Рихард Зорге»)
- Матрос (Б. Терентьев «Максимка»)
- Салават (З. Исмагилов «Салават Юлаев»)
- Батуч-бай (З. Исмагилов «Акмулла»)
- Юлтый (З. Исмагилов «Послы Урала»)
- Илмурза (З. Исмагилов «Кахым-Туря»)

## Награды и звания
- Народный артист Республики Башкортостан (1997)